# Curling aux Jeux paralympiques de 2010
Navigation
Turin 2006 Sotchi 2014
Le curling aux Jeux paralympiques d'hiver de 2010 se déroule du 16 au 27 février 2010 au Centre olympique/paralympique à Vancouver (Canada).
La discipline dispose d'une épreuve unique mixte.

## Calendrier
| Curling |  | C | C | C | C | C | C | C | ● |  |

|   | Jour de l'épreuve |
| ● | Finale            |

## Format des épreuves
Tout d'abord débute une phase de poule où chaque équipe affronte une fois toutes les autres équipes. À l'issue des neuf matchs disputés par chaque équipe, un classement détermine les quatre équipes qualifiées pour les demi-finales qui sont les quatre premières de ce classement. Des demi-finales sont issus les deux finalistes qui s'affrontent le 26 février 2010 pour le tableau féminin et le 27 février 2010 dans le tableau masculin

## Équipes qualifiées

### Tableau
Chaque équipe consiste en cinq curleurs et doit inclure au moins une personne de chaque sexe.
| Allemagne (GER) | Canada (CAN)                                                                                                   | Corée du Sud (KOR) | États-Unis (USA) | Grande-Bretagne (GBR) |
| --- | --- | --- | --- | --- |
| Skip : Jens Jaeger Third : Marcus Sieger Second : Jens Gaebel Lead : Christiane Steger Remplaçant : Astrid Hoer                     | Skip : Jim Armstrong Third : Darryl Neighbour Second : Ina Forest Lead : Sonja Gaudet Remplaçant : Bruno Yizek | Skip : Haksung Kim Third : Myungjin Kim Second : Yanghyun Cho Lead : Misuk Kang Remplaçant : Gilwoo Park                     | Skip : James Joseph Third : Jacqui Kapinowski Second : Patrick McDonald Lead : Augusto Perez Remplaçant : James Pierce | Skip : Michael McCreadie Third : Aileen Neilson Second : Tom Killin Lead : Angie Malone Remplaçant : Jim Sellar          |
| Italie (ITA) | Japon (JPN) | Norvège (NOR) | Suède (SWE) | Suisse (SUI) |
| Skip : Andrea Tabanelli Third : Egidio Marchese Second : Gabriele Dallapiccola Lead : Angela Menardi Remplaçant : Emanuele Spelorzi | Skip : Yoji Nakajima Third : Katsuo Ichikawa Second : Takashi Hidai Lead : Ayako Saitoh Remplaçant : Aki Ogawa | Skip : Rune Lorentzen Third : Jostein Stordahl Second : Geir Arne Skogstad Lead : Lene Tystad Remplaçant : Anne Mette Samdal | Skip : Jalle Jungnell Third : Glenn Ikonen Second : Patrik Burman Lead : Anette Wilhelm Remplaçant : Patrik Kallin     | Skip : Manfred Bolliger Third : Claudia Huettenmoser Second : Daniel Meyer Lead : Anton Kehrli Remplaçant : Martin Bieri |

### Qualifications

#### Principe
Les qualifications aux Jeux paralympiques de 2010 sont décidées sur la base des performances aux championnats du monde de curling en fauteuil de 2007, 2008, 2009. Des points sont attribués au dix meilleurs finalistes de chacune de ces trois compétitions : 12 points pour la première place, 1 point pour la dixième. Le Canada dispose d'une qualification automatique en tant que pays-hôte. Parmi les autres pays, les neuf équipes disposant du plus de points sont qualifiées pour les Jeux.
L'Angleterre, l'Écosse et le Pays de Galles concourent séparément lors des championnats du monde, mais ensemble lors des Jeux paralympiques, sous le nom de Grande-Bretagne. Seuls les points de l'Écosse sont pris en compte pour le classement.

#### Résultats
| Pays            | 2007 | 2008 | 2009 | Total |
| --------------- | ---- | ---- | ---- | ----- |
| Norvège         | 12   | 12   | 4    | 28    |
| Canada          | 7    | 7    | 12   | 26    |
| États-Unis      | 5,5  | 8    | 7    | 20,5  |
| Corée du Sud    | 4    | 10   | 5    | 19    |
| Grande-Bretagne | 8    | 4    | 6    | 18    |
| Suède           | 1    | 5    | 10   | 16    |
| Suisse          | 10   | 3    | 1    | 14    |
| Allemagne       | 0    | 0    | 8    | 8     |
| Italie          | 0    | 6    | 2    | 8     |
| Japon           | 5,5  | 2    | 0    | 7,5   |

## Site

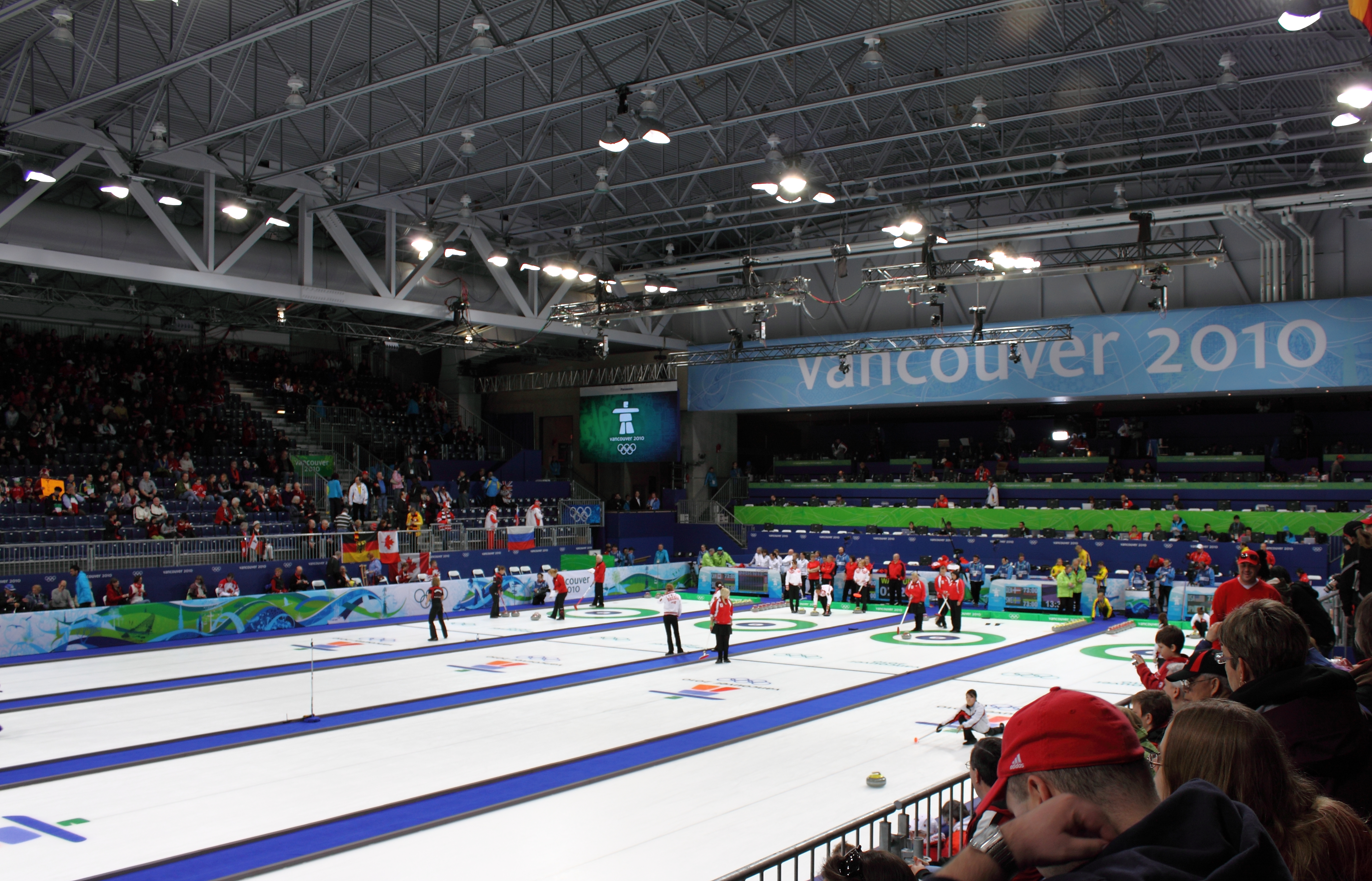
Le centre olympique/paralympique de Vancouver, pendant une épreuve de curling féminine, le 16 février 2010.

Le centre olympique/paralympique de Vancouver est construit à l'occasion de ces Jeux olympiques à Hillcrest Park dans Vancouver (Canada). Les travaux de construction ont débuté en mars 2007. Il reçoit à son ouverture les championnats du monde junior en 2009. La capacité du site est de 6000 places et accueille les épreuves de curling lors des Jeux olympiques et les épreuves de curling en fauteuil des Jeux paralympiques d'hiver de 2010 qui ont lieu en mars.
Sa construction a un coût de 39,05 millions de dollars auxquels s'ajoutent 48,8 millions de dollars pour sa conversion en centre aquatique après les olympiades. Construit sous les normes Leadership in Energy and Environmental Design, c'est le cabinet « Hughes Condon Marler Architects » qui en est son architecte. Son financement est supporté par le comité d'organisation des JO de 2010 à hauteur de 40,25 millions de dollars et par la ville de Vancouver à hauteur de 47,60 millions de dollars.

## Podiums
| Épreuves | Or     | Argent       | Bronze |
| -------- | ------ | ------------ | ------ |
| Curling  | Canada | Corée du Sud | Suède  |

## Résultats

### Premier tour
Le tableau suivant résume le classement des équipes :
| Pays            | V | D | bp | bc | Manches gagnées | Manches perdues | Manches blanches | Vols pour | Vols contre | Tirs % |
| --------------- | - | - | -- | -- | --------------- | --------------- | ---------------- | --------- | ----------- | ------ |
| Allemagne       | 0 | 0 | 0  | 0  | 0               | 0               | 0                | 0         | 0           | 0      |
| Canada          | 0 | 0 | 0  | 0  | 0               | 0               | 0                | 0         | 0           | 0      |
| Corée du Sud    | 0 | 0 | 0  | 0  | 0               | 0               | 0                | 0         | 0           | 0      |
| États-Unis      | 0 | 0 | 0  | 0  | 0               | 0               | 0                | 0         | 0           | 0      |
| Grande-Bretagne | 0 | 0 | 0  | 0  | 0               | 0               | 0                | 0         | 0           | 0      |
| Italie          | 0 | 0 | 0  | 0  | 0               | 0               | 0                | 0         | 0           | 0      |
| Japon           | 0 | 0 | 0  | 0  | 0               | 0               | 0                | 0         | 0           | 0      |
| Norvège         | 0 | 0 | 0  | 0  | 0               | 0               | 0                | 0         | 0           | 0      |
| Suède           | 0 | 0 | 0  | 0  | 0               | 0               | 0                | 0         | 0           | 0      |
| Suisse          | 0 | 0 | 0  | 0  | 0               | 0               | 0                | 0         | 0           | 0      |

Les quatre équipes en tête à la fin du premier tour sont qualifiées pour les demi-finales.

### Phase à élimination directe
|  | Demi-finales        | Demi-finales        |                        |    | Finale              | Finale              |
|  | Demi-finales        | Demi-finales        |                        |    | Finale              | Finale              |
|  |                     |                     |                        |    |                     |                     |
|  | 20 mars 2010, 10:00 | 20 mars 2010, 10:00 |                        |    | 20 mars 2010, 15:30 | 20 mars 2010, 15:30 |
|  | 20 mars 2010, 10:00 | 20 mars 2010, 10:00 |                        |    | 20 mars 2010, 15:30 | 20 mars 2010, 15:30 |
|  | États-Unis          | 5                   |                        |    | 20 mars 2010, 15:30 | 20 mars 2010, 15:30 |
|  | États-Unis          | 5                   |                        |    | 20 mars 2010, 15:30 | 20 mars 2010, 15:30 |
|  | Corée du Sud        | 7                   |                        |    | 20 mars 2010, 15:30 | 20 mars 2010, 15:30 |
|  | Corée du Sud        | 7                   | Corée du Sud           | 7  |                     |                     |
|  | 20 mars 2010, 10:00 |                     | Corée du Sud           | 7  |                     |                     |
|  |                     | Canada              | 8                      |    |                     |                     |
|  | Canada              | Canada              | 8                      | 10 |                     |                     |
|  | Canada              |                     |                        | 10 |                     |                     |
|  | Suède               | 5                   |                        |    |                     |                     |
|  | Suède               | 5                   | Match pour la 3e place |    |                     |                     |
|  |                     |                     |                        |    |                     |                     |
|  | 20 mars 2010, 15:30 |                     |                        |    |                     |                     |
|  |                     |                     |                        |    |                     |                     |
|  | Suède               | 7                   |                        |    |                     |                     |
|  | Suède               | 7                   |                        |    |                     |                     |
|  | États-Unis          | 5                   |                        |    |                     |                     |
|  | États-Unis          | 5                   |                        |    |                     |                     |

## Compétition

### Premier tour
| Équipes      | 1 | 2 | 3 | 4 | 5 | 6 | 7 | 8 | 9 | 10 | Total |
| ------------ | - | - | - | - | - | - | - | - | - | -- | ----- |
| Corée du Sud |   |   |   |   |   |   |   |   |   |    |       |
| États-Unis   |   |   |   |   |   |   |   |   |   |    |       |

| Équipes         | 1 | 2 | 3 | 4 | 5 | 6 | 7 | 8 | 9 | 10 | Total |
| --------------- | - | - | - | - | - | - | - | - | - | -- | ----- |
| Grande-Bretagne |   |   |   |   |   |   |   |   |   |    |       |
| Canada          |   |   |   |   |   |   |   |   |   |    |       |

| Équipes | 1 | 2 | 3 | 4 | 5 | 6 | 7 | 8 | 9 | 10 | Total |
| ------- | - | - | - | - | - | - | - | - | - | -- | ----- |
| Suède   |   |   |   |   |   |   |   |   |   |    |       |
| Suisse  |   |   |   |   |   |   |   |   |   |    |       |

| Équipes   | 1 | 2 | 3 | 4 | 5 | 6 | 7 | 8 | 9 | 10 | Total |
| --------- | - | - | - | - | - | - | - | - | - | -- | ----- |
| Allemagne |   |   |   |   |   |   |   |   |   |    |       |
| Norvège   |   |   |   |   |   |   |   |   |   |    |       |

| Équipes | 1 | 2 | 3 | 4 | 5 | 6 | 7 | 8 | 9 | 10 | Total |
| ------- | - | - | - | - | - | - | - | - | - | -- | ----- |
| Italie  |   |   |   |   |   |   |   |   |   |    |       |
| Japon   |   |   |   |   |   |   |   |   |   |    |       |

| Équipes      | 1 | 2 | 3 | 4 | 5 | 6 | 7 | 8 | 9 | 10 | Total |
| ------------ | - | - | - | - | - | - | - | - | - | -- | ----- |
| Suède        |   |   |   |   |   |   |   |   |   |    |       |
| Corée du Sud |   |   |   |   |   |   |   |   |   |    |       |

| Équipes         | 1 | 2 | 3 | 4 | 5 | 6 | 7 | 8 | 9 | 10 | Total |
| --------------- | - | - | - | - | - | - | - | - | - | -- | ----- |
| Norvège         |   |   |   |   |   |   |   |   |   |    |       |
| Grande-Bretagne |   |   |   |   |   |   |   |   |   |    |       |

| Équipes    | 1 | 2 | 3 | 4 | 5 | 6 | 7 | 8 | 9 | 10 | Total |
| ---------- | - | - | - | - | - | - | - | - | - | -- | ----- |
| Canada     |   |   |   |   |   |   |   |   |   |    |       |
| États-Unis |   |   |   |   |   |   |   |   |   |    |       |

| Équipes | 1 | 2 | 3 | 4 | 5 | 6 | 7 | 8 | 9 | 10 | Total |
| ------- | - | - | - | - | - | - | - | - | - | -- | ----- |
| Norvège |   |   |   |   |   |   |   |   |   |    |       |
| Canada  |   |   |   |   |   |   |   |   |   |    |       |

| Équipes | 1 | 2 | 3 | 4 | 5 | 6 | 7 | 8 | 9 | 10 | Total |
| ------- | - | - | - | - | - | - | - | - | - | -- | ----- |
| Italie  |   |   |   |   |   |   |   |   |   |    |       |
| Suisse  |   |   |   |   |   |   |   |   |   |    |       |

| Équipes    | 1 | 2 | 3 | 4 | 5 | 6 | 7 | 8 | 9 | 10 | Total |
| ---------- | - | - | - | - | - | - | - | - | - | -- | ----- |
| États-Unis |   |   |   |   |   |   |   |   |   |    |       |
| Allemagne  |   |   |   |   |   |   |   |   |   |    |       |

| Équipes      | 1 | 2 | 3 | 4 | 5 | 6 | 7 | 8 | 9 | 10 | Total |
| ------------ | - | - | - | - | - | - | - | - | - | -- | ----- |
| Japon        |   |   |   |   |   |   |   |   |   |    |       |
| Corée du Sud |   |   |   |   |   |   |   |   |   |    |       |

| Équipes | 1 | 2 | 3 | 4 | 5 | 6 | 7 | 8 | 9 | 10 | Total |
| ------- | - | - | - | - | - | - | - | - | - | -- | ----- |
| Suède   |   |   |   |   |   |   |   |   |   |    |       |
| Italie  |   |   |   |   |   |   |   |   |   |    |       |

| Équipes   | 1 | 2 | 3 | 4 | 5 | 6 | 7 | 8 | 9 | 10 | Total |
| --------- | - | - | - | - | - | - | - | - | - | -- | ----- |
| Japon     |   |   |   |   |   |   |   |   |   |    |       |
| Allemagne |   |   |   |   |   |   |   |   |   |    |       |

| Équipes         | 1 | 2 | 3 | 4 | 5 | 6 | 7 | 8 | 9 | 10 | Total |
| --------------- | - | - | - | - | - | - | - | - | - | -- | ----- |
| Suisse          |   |   |   |   |   |   |   |   |   |    |       |
| Grande-Bretagne |   |   |   |   |   |   |   |   |   |    |       |

| Équipes         | 1 | 2 | 3 | 4 | 5 | 6 | 7 | 8 | 9 | 10 | Total |
| --------------- | - | - | - | - | - | - | - | - | - | -- | ----- |
| Grande-Bretagne |   |   |   |   |   |   |   |   |   |    |       |
| Corée du Sud    |   |   |   |   |   |   |   |   |   |    |       |

| Équipes | 1 | 2 | 3 | 4 | 5 | 6 | 7 | 8 | 9 | 10 | Total |
| ------- | - | - | - | - | - | - | - | - | - | -- | ----- |
| Norvège |   |   |   |   |   |   |   |   |   |    |       |
| Suède   |   |   |   |   |   |   |   |   |   |    |       |

| Équipes | 1 | 2 | 3 | 4 | 5 | 6 | 7 | 8 | 9 | 10 | Total |
| ------- | - | - | - | - | - | - | - | - | - | -- | ----- |
| Japon   |   |   |   |   |   |   |   |   |   |    |       |
| Canada  |   |   |   |   |   |   |   |   |   |    |       |

| Équipes    | 1 | 2 | 3 | 4 | 5 | 6 | 7 | 8 | 9 | 10 | Total |
| ---------- | - | - | - | - | - | - | - | - | - | -- | ----- |
| États-Unis |   |   |   |   |   |   |   |   |   |    |       |
| Italie     |   |   |   |   |   |   |   |   |   |    |       |

| Équipes   | 1 | 2 | 3 | 4 | 5 | 6 | 7 | 8 | 9 | 10 | Total |
| --------- | - | - | - | - | - | - | - | - | - | -- | ----- |
| Allemagne |   |   |   |   |   |   |   |   |   |    |       |
| Suisse    |   |   |   |   |   |   |   |   |   |    |       |

| Équipes         | 1 | 2 | 3 | 4 | 5 | 6 | 7 | 8 | 9 | 10 | Total |
| --------------- | - | - | - | - | - | - | - | - | - | -- | ----- |
| Grande-Bretagne |   |   |   |   |   |   |   |   |   |    |       |
| États-Unis      |   |   |   |   |   |   |   |   |   |    |       |

| Équipes      | 1 | 2 | 3 | 4 | 5 | 6 | 7 | 8 | 9 | 10 | Total |
| ------------ | - | - | - | - | - | - | - | - | - | -- | ----- |
| Corée du Sud |   |   |   |   |   |   |   |   |   |    |       |
| Norvège      |   |   |   |   |   |   |   |   |   |    |       |

| Équipes | 1 | 2 | 3 | 4 | 5 | 6 | 7 | 8 | 9 | 10 | Total |
| ------- | - | - | - | - | - | - | - | - | - | -- | ----- |
| Suède   |   |   |   |   |   |   |   |   |   |    |       |
| Canada  |   |   |   |   |   |   |   |   |   |    |       |

| Équipes | 1 | 2 | 3 | 4 | 5 | 6 | 7 | 8 | 9 | 10 | Total |
| ------- | - | - | - | - | - | - | - | - | - | -- | ----- |
| Canada  |   |   |   |   |   |   |   |   |   |    |       |
| Suisse  |   |   |   |   |   |   |   |   |   |    |       |

| Équipes   | 1 | 2 | 3 | 4 | 5 | 6 | 7 | 8 | 9 | 10 | Total |
| --------- | - | - | - | - | - | - | - | - | - | -- | ----- |
| Italie    |   |   |   |   |   |   |   |   |   |    |       |
| Allemagne |   |   |   |   |   |   |   |   |   |    |       |

| Équipes | 1 | 2 | 3 | 4 | 5 | 6 | 7 | 8 | 9 | 10 | Total |
| ------- | - | - | - | - | - | - | - | - | - | -- | ----- |
| Norvège |   |   |   |   |   |   |   |   |   |    |       |
| Japon   |   |   |   |   |   |   |   |   |   |    |       |

| Équipes    | 1 | 2 | 3 | 4 | 5 | 6 | 7 | 8 | 9 | 10 | Total |
| ---------- | - | - | - | - | - | - | - | - | - | -- | ----- |
| États-Unis |   |   |   |   |   |   |   |   |   |    |       |
| Suède      |   |   |   |   |   |   |   |   |   |    |       |

| Équipes      | 1 | 2 | 3 | 4 | 5 | 6 | 7 | 8 | 9 | 10 | Total |
| ------------ | - | - | - | - | - | - | - | - | - | -- | ----- |
| Corée du Sud |   |   |   |   |   |   |   |   |   |    |       |
| Italie       |   |   |   |   |   |   |   |   |   |    |       |

| Équipes | 1 | 2 | 3 | 4 | 5 | 6 | 7 | 8 | 9 | 10 | Total |
| ------- | - | - | - | - | - | - | - | - | - | -- | ----- |
| Suisse  |   |   |   |   |   |   |   |   |   |    |       |
| Japon   |   |   |   |   |   |   |   |   |   |    |       |

| Équipes         | 1 | 2 | 3 | 4 | 5 | 6 | 7 | 8 | 9 | 10 | Total |
| --------------- | - | - | - | - | - | - | - | - | - | -- | ----- |
| Grande-Bretagne |   |   |   |   |   |   |   |   |   |    |       |
| Allemagne       |   |   |   |   |   |   |   |   |   |    |       |

| Équipes   | 1 | 2 | 3 | 4 | 5 | 6 | 7 | 8 | 9 | 10 | Total |
| --------- | - | - | - | - | - | - | - | - | - | -- | ----- |
| Canada    |   |   |   |   |   |   |   |   |   |    |       |
| Allemagne |   |   |   |   |   |   |   |   |   |    |       |

| Équipes         | 1 | 2 | 3 | 4 | 5 | 6 | 7 | 8 | 9 | 10 | Total |
| --------------- | - | - | - | - | - | - | - | - | - | -- | ----- |
| Suède           |   |   |   |   |   |   |   |   |   |    |       |
| Grande-Bretagne |   |   |   |   |   |   |   |   |   |    |       |

| Équipes    | 1 | 2 | 3 | 4 | 5 | 6 | 7 | 8 | 9 | 10 | Total |
| ---------- | - | - | - | - | - | - | - | - | - | -- | ----- |
| Norvège    |   |   |   |   |   |   |   |   |   |    |       |
| États-Unis |   |   |   |   |   |   |   |   |   |    |       |

| Équipes      | 1 | 2 | 3 | 4 | 5 | 6 | 7 | 8 | 9 | 10 | Total |
| ------------ | - | - | - | - | - | - | - | - | - | -- | ----- |
| Corée du Sud |   |   |   |   |   |   |   |   |   |    |       |
| Suisse       |   |   |   |   |   |   |   |   |   |    |       |

| Équipes | 1 | 2 | 3 | 4 | 5 | 6 | 7 | 8 | 9 | 10 | Total |
| ------- | - | - | - | - | - | - | - | - | - | -- | ----- |
| Italie  |   |   |   |   |   |   |   |   |   |    |       |
| Norvège |   |   |   |   |   |   |   |   |   |    |       |

| Équipes    | 1 | 2 | 3 | 4 | 5 | 6 | 7 | 8 | 9 | 10 | Total |
| ---------- | - | - | - | - | - | - | - | - | - | -- | ----- |
| États-Unis |   |   |   |   |   |   |   |   |   |    |       |
| Japon      |   |   |   |   |   |   |   |   |   |    |       |

| Équipes      | 1 | 2 | 3 | 4 | 5 | 6 | 7 | 8 | 9 | 10 | Total |
| ------------ | - | - | - | - | - | - | - | - | - | -- | ----- |
| Canada       |   |   |   |   |   |   |   |   |   |    |       |
| Corée du Sud |   |   |   |   |   |   |   |   |   |    |       |

| Équipes    | 1 | 2 | 3 | 4 | 5 | 6 | 7 | 8 | 9 | 10 | Total |
| ---------- | - | - | - | - | - | - | - | - | - | -- | ----- |
| Suisse     |   |   |   |   |   |   |   |   |   |    |       |
| États-Unis |   |   |   |   |   |   |   |   |   |    |       |

| Équipes      | 1 | 2 | 3 | 4 | 5 | 6 | 7 | 8 | 9 | 10 | Total |
| ------------ | - | - | - | - | - | - | - | - | - | -- | ----- |
| Allemagne    |   |   |   |   |   |   |   |   |   |    |       |
| Corée du Sud |   |   |   |   |   |   |   |   |   |    |       |

| Équipes         | 1 | 2 | 3 | 4 | 5 | 6 | 7 | 8 | 9 | 10 | Total |
| --------------- | - | - | - | - | - | - | - | - | - | -- | ----- |
| Grande-Bretagne |   |   |   |   |   |   |   |   |   |    |       |
| Italie          |   |   |   |   |   |   |   |   |   |    |       |

| Équipes | 1 | 2 | 3 | 4 | 5 | 6 | 7 | 8 | 9 | 10 | Total |
| ------- | - | - | - | - | - | - | - | - | - | -- | ----- |
| Japon   |   |   |   |   |   |   |   |   |   |    |       |
| Suède   |   |   |   |   |   |   |   |   |   |    |       |

| Équipes         | 1 | 2 | 3 | 4 | 5 | 6 | 7 | 8 | 9 | 10 | Total |
| --------------- | - | - | - | - | - | - | - | - | - | -- | ----- |
| Japon           |   |   |   |   |   |   |   |   |   |    |       |
| Grande-Bretagne |   |   |   |   |   |   |   |   |   |    |       |

| Équipes | 1 | 2 | 3 | 4 | 5 | 6 | 7 | 8 | 9 | 10 | Total |
| ------- | - | - | - | - | - | - | - | - | - | -- | ----- |
| Suisse  |   |   |   |   |   |   |   |   |   |    |       |
| Norvège |   |   |   |   |   |   |   |   |   |    |       |

| Équipes   | 1 | 2 | 3 | 4 | 5 | 6 | 7 | 8 | 9 | 10 | Total |
| --------- | - | - | - | - | - | - | - | - | - | -- | ----- |
| Allemagne |   |   |   |   |   |   |   |   |   |    |       |
| Suède     |   |   |   |   |   |   |   |   |   |    |       |

| Équipes | 1 | 2 | 3 | 4 | 5 | 6 | 7 | 8 | 9 | 10 | Total |
| ------- | - | - | - | - | - | - | - | - | - | -- | ----- |
| Italie  |   |   |   |   |   |   |   |   |   |    |       |
| Canada  |   |   |   |   |   |   |   |   |   |    |       |

### Demi-finales
Prévues le samedi 20 mars à 10:00.

### Petite finale
Prévue le samedi 20 mars à 15:30.

### Finale
Prévue le samedi 20 mars à 15:30.